# Miss USA 1955
Miss USA 1955 là cuộc thi Hoa hậu Hoa Kỳ lần thứ 4, được tổ chức tại Long Beach Municipal Auditorium, Long Beach, California vào ngày 20 tháng 7 năm 1955. Carlene King Johnson đến từ Vermont, Miriam Stevenson của South Carolina đã trao lại vương miện cho người kế nhiệm cô. King Johnson tiếp tục lọt vào Top 15 bán kết tại Hoa hậu Hoàn vũ 1955.

## Kết quả
| Miss USA 1955 | - Vermont – Carlene King Johnson |
| Á hậu 1       | - Arkansas – Margaret Haywood |
| Á hậu 2       | - Nebraska – Donna Streever |
| Á hậu 3       | - California – Donna Schurr |
| Á hậu 4       | - Georgia – Carolann Connor |
| Top 15        | - Colorado – Dorothy Bewley - Florida – Marlies Gessler - Illinois – Diane Daniggelis - New Mexico – Joan Schwartz - New York – Janet Kadlecik - Bản mẫu:Country data New York City – Patricia O'Kane - South Carolina – Sara Stone - Texas – Mary Daughters - Washington – Shirley Givins - Wisconsin – Jeanne Boulay |

## Thí sinh
- Arizona - Patti Marks
- Arkansas - Margaret Haywood
- California - Donna Schurr
- Colorado - Dorothy Bewley
- Connecticut - Jane Bartolotta
- Delaware - Helen Blackwell
- Florida - Marlies Gessler
- Georgia - Carolann Connor
- Illinois - Diane Daniggelis
- Indiana - Mary Wasick
- Iowa - Jerri Cole
- Louisiana - Merlin Garcia
- Maryland - Gloria King
- Massachusetts - Jean Dernago
- Miami Beach - Beverly Masters
- Michigan - Martha Smith
- Minnesota - Sally Ann Colombo
- Missouri - Janet Coker
- Nebraska - Donna Streever
- New Hampshire - Patricia Mowry
- New Jersey - Beverly Rogers
- New Mexico - Joan Schwartz
- New York - Janet Kadlecik
- Bản mẫu:Country data New York City New York City - Patricia O'Kane
- North Carolina - Mary Ratliffe
- North Dakota - Joan Smith
- Ohio - Carol Hagerman
- Oregon - Rose Kurcha
- Pennsylvania - Marianne Marcus
- Bản mẫu:Country data Philadelphia Philadelphia - Doris Klein
- Rhode Island - Beverly Jansen
- South Carolina - Sara Stone
- South Dakota - Phyllis Choquette
- Bản mẫu:Country data St. Louis St. Louis - Bennie Pritchard
- Tennessee - Barbara Gurley
- Texas - Mary Daughters
- Utah - Myrna Rasmussen
- Vermont - Carlene King Johnson
- Virginia - Jeannie Asble
- Washington - Shirley Givins
- West Virginia - Barbara Tucker
- Wisconsin - Jeanne Boulay
- Wyoming - Barbara Latta